# Ruta Estatal de California 197
La Ruta Estatal de California 197, y abreviada SR 197 (en inglés: California State Route 197) es una carretera estatal estadounidense ubicada en el estado de California. La carretera inicia en el Sur desde la US 199     cerca de Hiouchi en sentido Norte hasta finalizar en la US 101     cerca de Smith River. La carretera tiene una longitud de 10,8 km (6.725 mi).

## Mantenimiento
Al igual que las autopistas interestatales, y las rutas federales y el resto de carreteras estatales, la Ruta Estatal de California 197 es administrada y mantenida por el Departamento de Transporte de California por sus siglas en inglés Caltrans.